# 璧道兰属
璧道兰属（学名：Bidoupia）是兰科的一个属，是种开花植物。该植物原产于越南。

## 下属物种
本属共有2个物种：
- Bidoupia khangii Aver.
- Bidoupia phongii Aver., Ormerod & Duy[2]